# Kurt H. Debus
Kurt Heinrich Debus(29 de noviembre de 1908 - 10 de octubre de 1983) fue un ingeniero aeroespacial Alemán y director de la NASA. Nacido en Alemania, fue miembro de la Schutzstaffel (SS) durante la Segunda Guerra Mundial, donde sirvió como director de pruebas de vuelo de las armas V. Después de la guerra fue transferido a Estados Unidos a través de la Operación Paperclip, y dirigió el diseño, desarrollo, construcción y operación de las instalaciones de lanzamiento del cohete Saturno de la NASA. Pasó a ser el primer director del Centro de Operaciones de Lanzamiento de la NASA (posteriormente rebautizado como Centro Espacial Kennedy) y, bajo su mando, la NASA llevó a cabo 150 lanzamientos de misiles militares y vehículos espaciales, incluyendo 13 lanzamientos del cohete Saturno V como parte del programa de aterrizaje lunar del Apolo.

## Biografía

### Alemania
Hijo de Heinrich y Melly Debus, nació en Fráncfort (Alemania) en 1908, recibiendo toda su escolarización en su país natal. Fue alumno de la Universidad de Darmstadt, donde obtuvo los grados en ingeniería mecánica y eléctrica.
En 1939, obtuvo su doctorado en ingeniería con una tesis sobre descargas eléctricas, y fue nombrado profesor ayudante en la universidad. Durante la Segunda Guerra Mundial fue miembro del Partido Nazi, perteneciendo a las Sturmabteilung (SA) y las SS de Himmler desde 1940.
Fue nombrado por Hitler director de pruebas de las ''Armas-V'', y estuvo activamente comprometido en el programa de investigación y el desarrollo del cohete V-2, dirigiendo el personal del Grupo de Pruebas en Peenemünde y siendo el ingeniero a cargo del Grupo de Pruebas VII.
Al final de la guerra, Debus y un grupo pequeño de personas dirigido por el hermano de Wernher von Braun fueron al encuentro del Ejército Estadounidense cerca de Schattwald en mayo de 1945. Debus estuvo detenido por el Ejército de EE. UU. con el resto de los científicos de Peenemünde en Garmisch-Partenkirchen.
Debus desarrolló el papel de enlace técnico y diplomático entre los ingenieros de cohetes alemanes y los británicos durante la Operación Backfire, una serie de lanzamientos de prueba de V-2 realizados en unas instalaciones abandonadas cerca de Cuxhaven (Alemania) en octubre de 1945.

### Estados Unidos
A finales de 1945, en su condición de miembro del partido nazi, fue transferido a Fort Bliss, Texas con un contrato como "empleado especial" del Ejército de los EE. UU., al igual que los otros especialistas en cohetes alemanes. Integrado en sus nuevos cometidos, fue nombrado subdirector del Departamento de Control y Guiado de Misiles, cargo en el que permaneció hasta diciembre de 1948, cuando fue promovido a director técnico ayudante de von Braun en el Redstone Arsenal de Huntsville, Alabama.

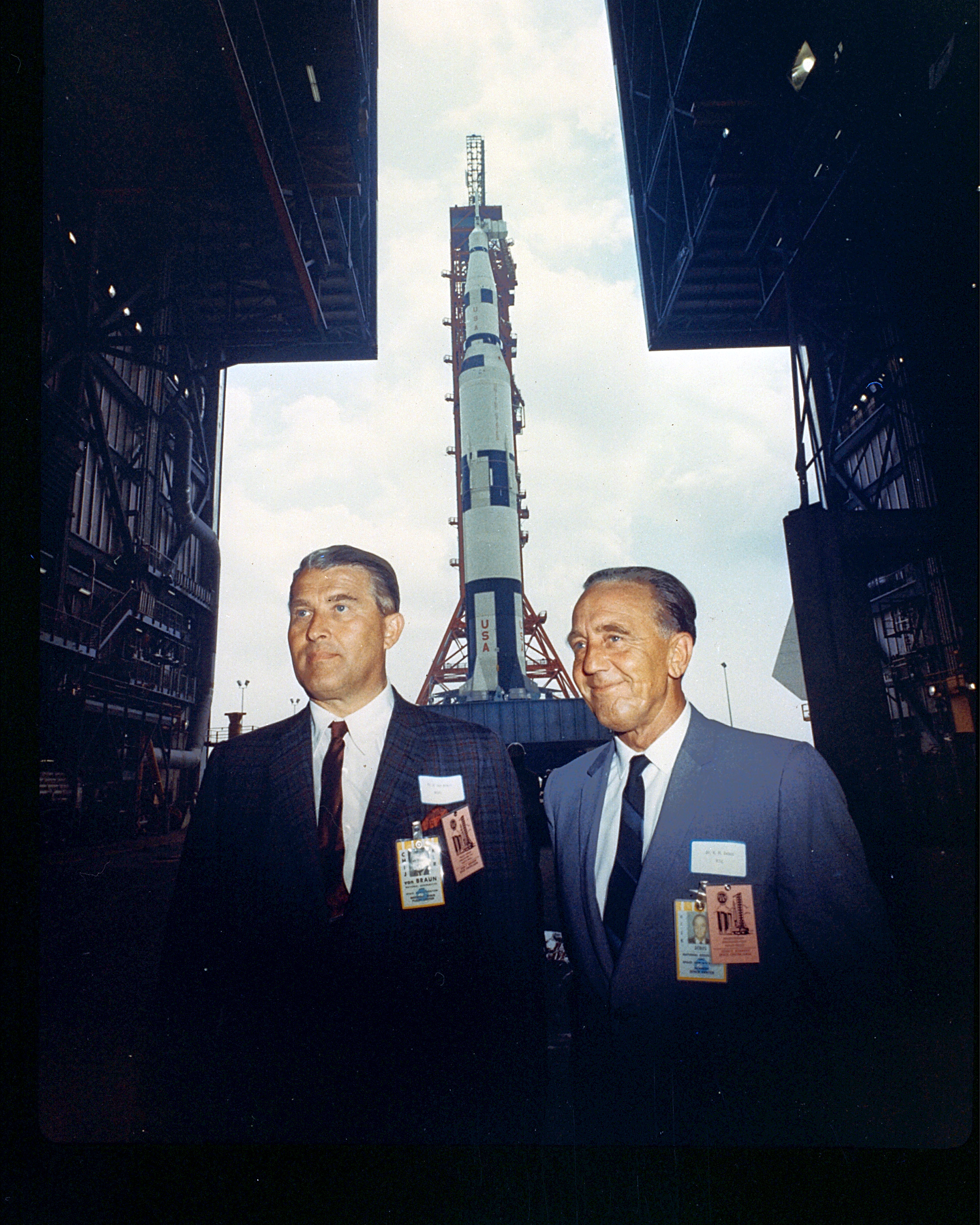
Debus (derecha) y Wernher von Braun durante las pruebas del Saturno V en 1966

Este arsenal se convirtió en el foco principal del desarrollo de los cohetes del Ejército y de los proyectos espaciales (los cohetes más grandes al principio eran lanzados desde el Campo de Misiles de Arenas Blancas en Nuevo México, y más tarde desde Cabo Cañaveral). El Ejército nombró a von Braun presidente del Comité de Desarrollo, y Debus supervisó el programa de desarrollo del Departamento de Guiado de Misiles hasta noviembre de 1951.
En noviembre de 1951 se inició un nuevo programa de misiles, el Redstone. Von Braun designó a Debus para dirigir el programa de estos nuevos Misiles Experimentales. Su grupo de trabajo también lanzó los primeros misiles de EE. UU. con cabezas nucleares sobre el océano Pacífico durante una serie de pruebas.
Desde comienzos de 1952 y hasta 1960, Debus supervisó el desarrollo y construcción de las instalaciones de lanzamiento en Cabo Cañaveral para los cohetes Redstone, Júpiter, Júpiter C, Juno y Pershing, siendo finalmente transferida la organización dirigida por Debus del Ejército a la NASA.
A partir de 1961, dirigió el diseño, desarrollo y construcción de las instalaciones de lanzamiento del cohete Saturno de la NASA en el extremo norte de Cabo Cañaveral y en la adyacente Isla Merritt.
El 1 de julio de 1962, las instalaciones de Cabo Cañaveral eran oficialmente designadas como Centro de Lanzamientos de la NASA (rebautizadas posteriormente como Centro Espacial Kennedy en memoria del presidente asesinado en 1963) y Debus fue nombrado su primer director. En octubre de 1965 fue designado responsable de los vuelos tripulados de la NASA y director de operaciones de lanzamiento hasta que Rocco Petrone le relevó en 1966.
Bajo la dirección de Debus, la NASA y su equipo de contratistas construyeron el conocido como Puerto Lunar del Mundo libre (el Complejo de lanzamiento 39). Así mismo, probaron y lanzaron la familia de cohetes Saturno para los programas Apolo y Skylab. Debus se retiró como director del Centro Espacial Kennedy en noviembre de 1974.

### Vida familiar
Debus se casó con Irmgard "Gay" (nacida Brueckmann) el 30 de junio de 1937; tuvieron dos hijas mientras todavía vivían en Alemania: Siegrid y Ute.

## Reconocimientos
- Un pequeño cráter lunar (denominado cráter Debus) situado en la cara oculta de la Luna lleva su nombre.
- El Centro de Conferencias en el Complejo de Visitantes del Centro Espacial Kennedy lleva el nombre Kurt Debus.
- Así mismo, ingresó en el Salón Espacial Nacional de la Fama en 1969.
- Desde 1990, el Club Espacial Nacional de Florida presenta anualmente el Premio Debus para reconocer consecuciones aeroespaciales significativas en Florida, incluyendo a personas asociadas con vehículos lanzadores, operaciones de aeronaves, servicios de soporte en Tierra, actividades de difusión, educación espacial e investigación y desarrollo en el puerto espacial. El premio es un anexo al Premio Goddard otorgado cada año por el Club Espacial Nacional en Washington D. C. a título individual en el campo aeroespacial a nivel nacional.[8]

## Publicaciones
- Debus, Kurt (25 de junio de 1964). Some Design Problems Encountered in Construction of Launch Complex 39. Darmstadt. Archivado desde el original el 11 de septiembre de 2008. Consultado el 18 de octubre de 2008.Algunos Problemas de Diseño Encontraron en Construcción de Complejo Lanzador Archivado el 11 de septiembre de 2008 en Wayback Machine. 39. Darmstadt. Recuperó 2008-10-18.